# Konstantín Balmont
Konstantín Dmítrievich Balmont (ruso: Константи́н Дми́триевич Бальмóнт; n. Vladímir, Imperio ruso, 15 de junio de 1867 - Noisy-le-Grand, Francia, 23 de diciembre de 1942) fue un poeta simbolista, ensayista y traductor ruso. Fue una de las figuras de la Edad Plateada de la poesía rusa.

## Biografía
Balmont nació cerca de Vladímir, hijo de una familia noble. En 1886, ingresó a la Universidad Estatal de Moscú, pero solo estuvo allí durante un año. Su actividad poética empezó a finales de los años 1890 y saltó a la fama en 1905, luego de haber publicado varios poemarios. A finales de 1905 inmigró ilegalmente a París y viajó extensivamente alrededor del mundo. En 1904 visitó  México. En 1905, regresó a Moscú y colaboró con Máximo Gorki y con el periódico Vida nueva. En 1905, abandonó clandestinamente Rusia y se refugió en París. En 1913 fue amnistiado y regresó a Rusia.
A pesar de haber apoyado la Revolución de febrero, Balmont condenó la Revolución de octubre, por lo que abandonó Rusia y se mudó a Alemania. En 1920, se estableció en Francia, en donde trabajó en el periódico Las últimas noticias y en la revista Notas contemporáneas. Publicó sus memorias ¿Donde está mi casa? y ensayos sobre sus experiencias en Rusia en 1919. En 1930 dio varias conferencias en Polonia, Checoslovaquia, Bulgaria, Lituania. 
Balmont vivió los últimos años de su vida en el exilio y bajo condiciones de pobreza. Murió en 1942 en Noisy-le-Grand, un suburbio de París.

## Obras escogidas
- Горящие здания (1900, versos)
- Будем как солнце (1903, versos)
- Горные вершины (1904, ensayos)
- Литургия красоты (1905, versos)
- Дар Земле (1921, versos)
- Светлый час (1921, versos)
- Марево (1922, versos)
- Песня рабочего молота (1922, versos)
- Моё — ей. Стихи о России (1923, versos)
- Под новым серпом (1923, prosa autobiográfica)
- Воздушный путь (1923, prosa autobiográfica)
- Где мой дом? (1924, memorias)
- В раздвинутой дали (1929, versos)
- Северное сияние (1933, versos)
- Голубая подкова (1937, versos)
- Светослужение (1937, versos)

## Traducciones
Tradujo al ruso versos de poetas alemanes (Heinrich Heine, Nikolaus Lenau), franceses (Sully Prudhomme, Alfred de Musset), españoles (Lope de Vega, Pedro Calderón de la Barca, Tirso de Molina), escandinavos, polacos y eslavos.

## Legado
Muchos compositores rusos han compuesto música para poemas de Balmont. Entre estos compositores están Ígor Stravinski, Nikolái Miaskovski, Serguéi Prokófiev, Serguéi Rajmáninov, y Serguéi Tanéyev.
Una de sus obras más conocidas es la traducción del poema Las campanas de Edgar Allan Poe, la cual sirvió de base para la sinfonía coral hómonima de Rajmáninov.